# Gabarret
Gabarret est une commune du Sud-Ouest de la France, située dans le département des Landes (région Nouvelle-Aquitaine).

## Géographie

### Localisation
Commune située en Armagnac limitrophe du département du Gers, sur les routes (route nationale 656 et route nationale 524) entre Cazaubon et Nérac et sur l'itinéraire à Grand Gabarit.
| - OpenStreetMap Limite communale. |

### Communes limitrophes
|                     | Herré           |            |
| Créon-d'Armagnac    | Gabarret        | Escalans   |
| Lagrange (sur 50 m) | Cazaubon (Gers) | Parleboscq |

### Hydrographie
L'Estampon, affluent droit de la Douze, traverse les terres de la commune.

### Climat
Pour des articles plus généraux, voir Climat de la Nouvelle-Aquitaine et Climat des Landes.
Historiquement, la commune est exposée à un climat océanique aquitain.  
En 2020, Météo-France publie une typologie des climats de la France métropolitaine dans laquelle la commune est exposée à un climat océanique altéré et est dans la région climatique  Aquitaine, Gascogne, caractérisée par une pluviométrie abondante au printemps, modérée en automne, un faible ensoleillement au printemps, un été chaud (19,5 °C), des vents faibles, des brouillards fréquents en automne et en hiver et des orages fréquents en été (15 à 20 jours).
Pour la période 1971-2000, la température annuelle moyenne est de 12,8 °C, avec une amplitude thermique annuelle de 14,9 °C. Le cumul annuel moyen de précipitations est de 908 mm, avec 11,6 jours de précipitations en janvier et 6,7 jours en juillet. Pour la période 1991-2020, la température moyenne annuelle observée sur la station météorologique la plus proche, située sur la commune de Parleboscq à 5 km à vol d'oiseau, est de 13,5 °C et le cumul annuel moyen de précipitations est de 874,0 mm,. Pour l'avenir, les paramètres climatiques de la commune estimés pour 2050 selon différents scénarios d’émission de gaz à effet de serre sont consultables sur un site dédié publié par Météo-France en novembre 2022.

## Urbanisme

### Typologie
Au 1er janvier 2024, Gabarret est catégorisée bourg rural, selon la nouvelle grille communale de densité à sept niveaux définie par l'Insee en 2022.
Elle est située hors unité urbaine et hors attraction des villes,.

### Occupation des sols

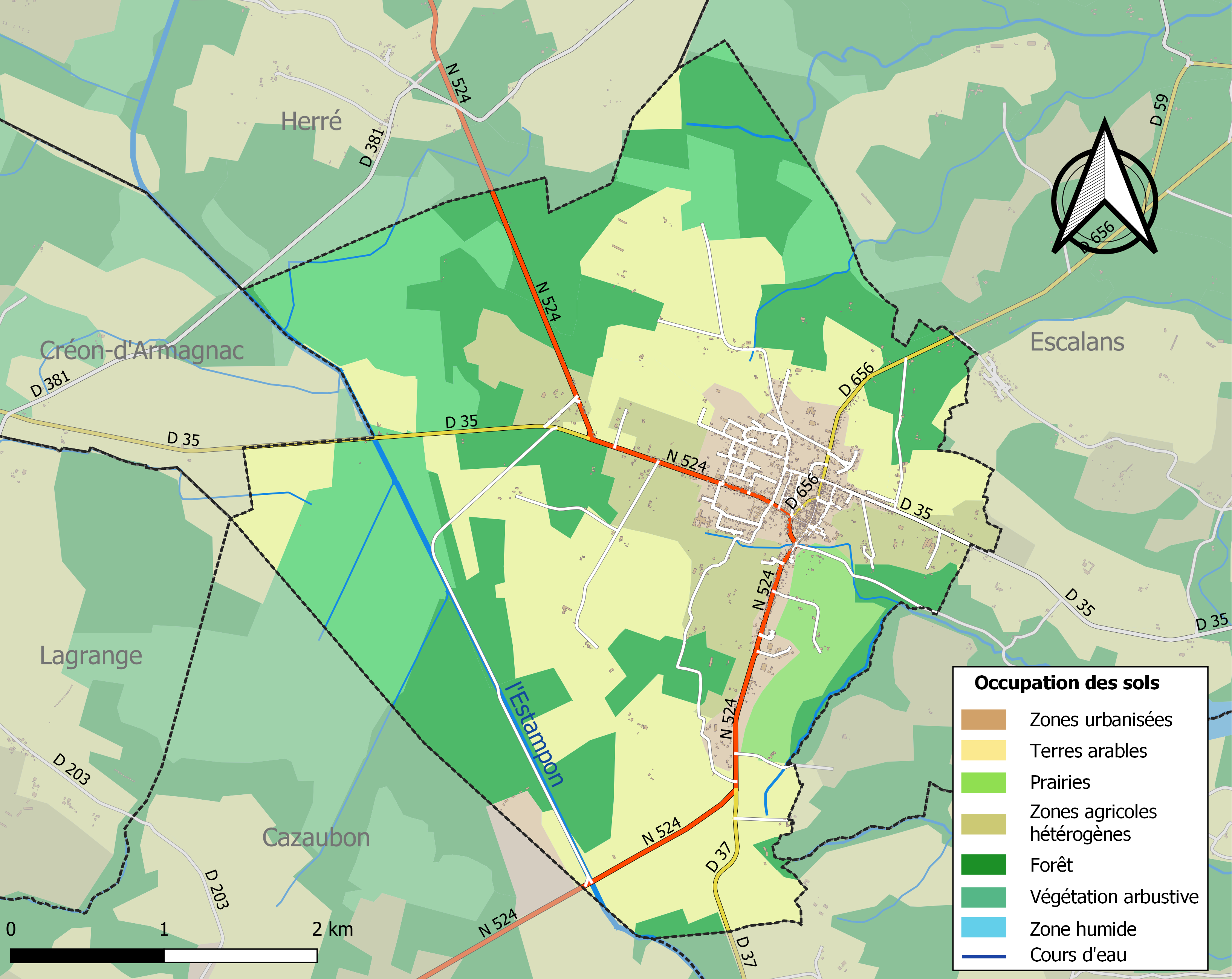
Carte des infrastructures et de l'occupation des sols de la commune en 2018 (CLC).

L'occupation des sols de la commune, telle qu'elle ressort de la base de données européenne d’occupation biophysique des sols Corine Land Cover (CLC), est marquée par l'importance des forêts et milieux semi-naturels (46,4 % en 2018), en augmentation par rapport à 1990 (43,4 %). La répartition détaillée en 2018 est la suivante : terres arables (29,7 %), forêts (29,3 %), milieux à végétation arbustive et/ou herbacée (17,1 %), zones agricoles hétérogènes (9,4 %), zones urbanisées (7 %), cultures permanentes (3,7 %), prairies (3,3 %), espaces verts artificialisés, non agricoles (0,5 %). L'évolution de l’occupation des sols de la commune et de ses infrastructures peut être observée sur les différentes représentations cartographiques du territoire : la carte de Cassini (XVIIIe siècle), la carte d'état-major (1820-1866) et les cartes ou photos aériennes de l'IGN pour la période actuelle (1950 à aujourd'hui).

### Voies de communication et transports

#### Voies
| 77 odonymes recensés à Gabarret au 5 janvier 2014 | 77 odonymes recensés à Gabarret au 5 janvier 2014 | 77 odonymes recensés à Gabarret au 5 janvier 2014 | 77 odonymes recensés à Gabarret au 5 janvier 2014 | 77 odonymes recensés à Gabarret au 5 janvier 2014 | 77 odonymes recensés à Gabarret au 5 janvier 2014 | 77 odonymes recensés à Gabarret au 5 janvier 2014 | 77 odonymes recensés à Gabarret au 5 janvier 2014 | 77 odonymes recensés à Gabarret au 5 janvier 2014 | 77 odonymes recensés à Gabarret au 5 janvier 2014 | 77 odonymes recensés à Gabarret au 5 janvier 2014 | 77 odonymes recensés à Gabarret au 5 janvier 2014 | 77 odonymes recensés à Gabarret au 5 janvier 2014 | 77 odonymes recensés à Gabarret au 5 janvier 2014 | 77 odonymes recensés à Gabarret au 5 janvier 2014 | 77 odonymes recensés à Gabarret au 5 janvier 2014 |
| Allée                                             | Avenue                                            | Bld                                               | Chemin                                            | Clos                                              | Impasse                                           | Passage                                           | Place                                             | Quai                                              | Rd-point                                          | Route                                             | Rue                                               | Square                                            | Villa                                             | Autres                                            | Total                                             |
| ------------------------------------------------- | ------------------------------------------------- | ------------------------------------------------- | ------------------------------------------------- | ------------------------------------------------- | ------------------------------------------------- | ------------------------------------------------- | ------------------------------------------------- | ------------------------------------------------- | ------------------------------------------------- | ------------------------------------------------- | ------------------------------------------------- | ------------------------------------------------- | ------------------------------------------------- | ------------------------------------------------- | ------------------------------------------------- |
| 0                                                 | 7                                                 | 2                                                 | 23                                                | 0                                                 | 7                                                 | 0                                                 | 3                                                 | 0                                                 | 0                                                 | 6                                                 | 22                                                | 0                                                 | 0                                                 | 7                                                 | 77                                                |
| Notes « N »                                       | Notes « N »                                       | 1. 2. 3. 4.                                       | 1. 2. 3. 4.                                       | 1. 2. 3. 4.                                       | 1. 2. 3. 4.                                       | 1. 2. 3. 4.                                       | 1. 2. 3. 4.                                       | 1. 2. 3. 4.                                       | 1. 2. 3. 4.                                       | 1. 2. 3. 4.                                       | 1. 2. 3. 4.                                       | 1. 2. 3. 4.                                       | 1. 2. 3. 4.                                       | 1. 2. 3. 4.                                       | 1. 2. 3. 4.                                       |
| Sources : rue-ville.info & OpenStreetMap          |                                                   |                                                   |                                                   |                                                   |                                                   |                                                   |                                                   |                                                   |                                                   |                                                   |                                                   |                                                   |                                                   |                                                   |                                                   |

### Risques majeurs
Le territoire de la commune de Gabarret est vulnérable à différents aléas naturels : météorologiques (tempête, orage, neige, grand froid, canicule ou sécheresse), feux de forêts, mouvements de terrains et séisme (sismicité très faible). Un site publié par le BRGM permet d'évaluer simplement et rapidement les risques d'un bien localisé soit par son adresse soit par le numéro de sa parcelle.
Gabarret est exposée au risque de feu de forêt. Depuis le 20 avril 2016, les départements de la Gironde, des Landes et de Lot-et-Garonne disposent d’un règlement interdépartemental de protection de la forêt contre les incendies. Ce règlement vise à mieux prévenir les incendies de forêt, à faciliter les interventions des services et à limiter les conséquences, que ce soit par le débroussaillement, la limitation de l’apport du feu ou la réglementation des activités en forêt. Il définit en particulier cinq niveaux de vigilance croissants auxquels sont associés différentes mesures,.
Les mouvements de terrains susceptibles de se produire sur la commune sont des tassements différentiels.

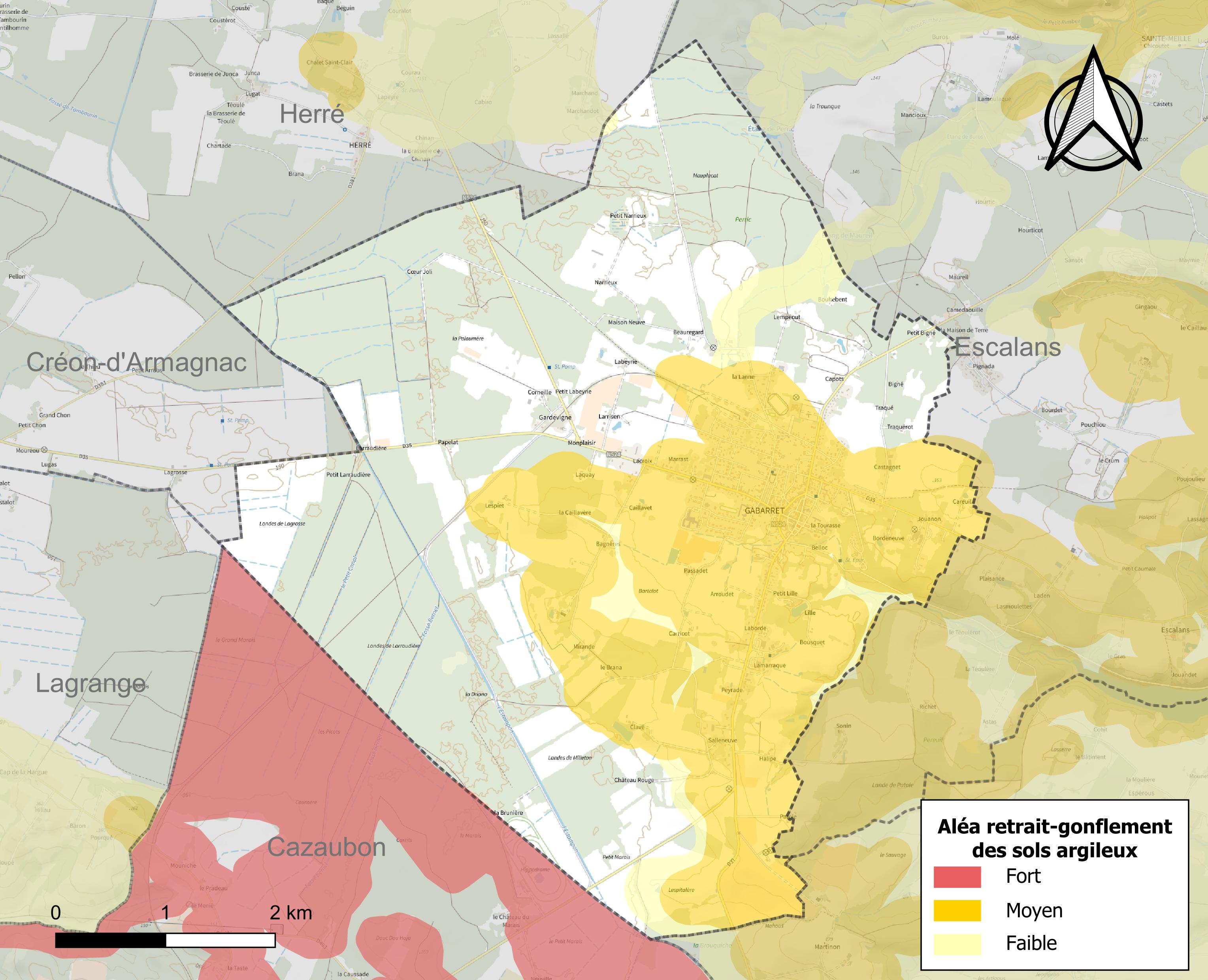
Carte des zones d'aléa retrait-gonflement des sols argileux de Gabarret.

Le retrait-gonflement des sols argileux est susceptible d'engendrer des dommages importants aux bâtiments en cas d’alternance de périodes de sécheresse et de pluie. 34,9 % de la superficie communale est en aléa moyen ou fort (19,2 % au niveau départemental et 48,5 % au niveau national). Sur les 741 bâtiments dénombrés sur la commune en 2019, 666 sont en aléa moyen ou fort, soit 90 %, à comparer aux 17 % au niveau départemental et 54 % au niveau national. Une cartographie de l'exposition du territoire national au retrait gonflement des sols argileux est disponible sur le site du BRGM,.
La commune a été reconnue en état de catastrophe naturelle au titre des dommages causés par les inondations et coulées de boue survenues en 1999 et 2009, par la sécheresse en 1989 et 2017 et par des mouvements de terrain en 1999.

## Toponymie
Le nom de la commune a été rapproché au mot gascon gabarros : ajonc épineux.

## Histoire
- Gabarret connut un triste sort en 1569 lorsqu'elle fut ravagée par des protestants. Gabarret n'a ensuite pratiquement rien gardé de son ancienne église et de son monastère. Seule la maison du Gabardan résista à ces troubles.
- Gabarret a enfin eu un château néo-classique, celui d'Estoua, construit en 1890 et inspiré du Petit Trianon de Versailles, commandité à un architecte célèbre de l'époque, René Sergent. On lui doit notamment la conception de deux grands hôtels londoniens, le Claridge et le Savoy. Démonté à la fin des années 1980, l'ensemble de pierres des façades extérieures qui ont été conservées représente un ensemble de 800 tonnes, soit 700 m3 de pierres de Sireuil de qualité exceptionnelle, toutes les pièces étant numérotées et entreposées sur 423 palettes.

## Héraldique
| Blason | Blasonnement : D'argent à deux lions affrontés soutenus d'un lion léopardé, tous trois de sable lampassés de gueules. |

## Politique et administration
| Période                                  | Période  | Identité           | Étiquette | Qualité                                              |
| ---------------------------------------- | -------- | ------------------ | --------- | ---------------------------------------------------- |
| 1986                                     | 2001     | André Poras        | PS        | Conseiller général du canton de Gabarret (1973-1998) |
| mars 2001                                | 2008     | Raymond Filhol     | PS        |                                                      |
| mars 2008                                | 2014     | Jean-Jacques Dulin | UMP       | Viticulteur                                          |
| mars 2014                                | En cours | Stéphane Barlaud   | DVD       | Professeur                                           |
| Les données manquantes sont à compléter. |          |                    |           |                                                      |

## Démographie
L'évolution du nombre d'habitants est connue à travers les recensements de la population effectués dans la commune depuis 1793. Pour les communes de moins de 10 000 habitants, une enquête de recensement portant sur toute la population est réalisée tous les cinq ans, les populations de référence des années intermédiaires étant quant à elles estimées par interpolation ou extrapolation. Pour la commune, le premier recensement exhaustif entrant dans le cadre du nouveau dispositif a été réalisé en 2006.

En 2022, la commune comptait 1 282 habitants, en évolution de −0,85 % par rapport à 2016 (Landes : +5,78 %, France hors Mayotte : +2,11 %).
| 1793  | 1800 | 1806 | 1821 | 1831 | 1836 | 1841 | 1846 | 1851 |
| ----- | ---- | ---- | ---- | ---- | ---- | ---- | ---- | ---- |
| 1 085 | 605  | 623  | 837  | 854  | 822  | 886  | 903  | 970  |

| 1856  | 1861  | 1866  | 1872  | 1876  | 1881  | 1886  | 1891  | 1896  |
| ----- | ----- | ----- | ----- | ----- | ----- | ----- | ----- | ----- |
| 1 105 | 1 146 | 1 334 | 1 270 | 1 258 | 1 219 | 1 234 | 1 205 | 1 285 |

| 1901  | 1906  | 1911  | 1921  | 1926  | 1931  | 1936  | 1946  | 1954  |
| ----- | ----- | ----- | ----- | ----- | ----- | ----- | ----- | ----- |
| 1 293 | 1 324 | 1 331 | 1 228 | 1 259 | 1 308 | 1 302 | 1 372 | 1 331 |

| 1962  | 1968  | 1975  | 1982  | 1990  | 1999  | 2006  | 2011  | 2016  |
| ----- | ----- | ----- | ----- | ----- | ----- | ----- | ----- | ----- |
| 1 330 | 1 463 | 1 403 | 1 381 | 1 335 | 1 296 | 1 208 | 1 303 | 1 293 |

| 2021  | 2022  | - | - | - | - | - | - | - |
| ----- | ----- | - | - | - | - | - | - | - |
| 1 279 | 1 282 | - | - | - | - | - | - | - |

## Lieux et monuments

### Édifices et Sites
- L'église Saint-Luperc de Gabarret
- Le château de Loustauneau
- Le château de Milleton
- Le château Rouge
- L'intersection du 44e parallèle nord et du méridien de Greenwich se trouve sur le territoire de la commune (voir aussi le Degree Confluence Project).
- La maison du Gabardan datant de 1456 à colombage, briques plates et à encorbellement est maintenant le siège de l'Office du Tourisme.
- Gabarret possède aussi un chêne au nord de son bourg atteignant les 5,65 mètres de pourtour.
- Les arènes de Gabarret accueillent des spectacles de course landaise et des corridas.

## Personnalités liées à la commune
- François Labat rugbyman, Bordeaux & Bègles et équipe de France
- Marc Dal Maso, international de rugby à XV
- Guiscarde de Béarn
- George Starr
- Eliza de Feuillide
- Jean-François Capot de Feuillide
- Henry Austen